# Eliot Lietaer
Eliot Lietaer (Kortrijk, 15 augustus 1990) is een Belgisch voormalig wielrenner.

## Carrière
In 2012 maakte hij zijn profdebuut bij Topsport Vlaanderen-Mercator. Na twee seizoenen waarin hij veel pech kende toonde hij zich verschillende malen tijdens de eerste seizoenshelft van 2014, in juni behaalde hij zijn eerste profzege door solo aan te komen in de tweede etappe van de Boucles de la Mayenne.

## Overwinningen
2008
5e etappe Vredeskoers, Junioren
3e etappe Ronde van Istrië
2011
Eindklassement Ronde van Namen
1e etappe Driedaagse van Cherbourg
Eindklassement Driedaagse van Cherbourg
2014
2e etappe Boucles de la Mayenne

## Resultaten in voornaamste wedstrijden
| Jaar | Gent-Wevelgem | Ronde van Vlaanderen | Amstel Gold Race | Luik-Bast.‑Luik | Waalse Pijl |
| ---- | ------------- | -------------------- | ---------------- | --------------- | ----------- |
| 2012 | 83e           | opgave               | 122e             | opgave          |             |
| 2013 | opgave        | opgave               | opgave           | opgave          | 140e        |
| 2014 |               |                      | opgave           | 116e            | 68e         |
| 2015 |               |                      |                  |                 |             |
| 2016 |               |                      | opgave           | 111e            | 46e         |
| 2017 |               |                      | 85e              | 75e             | 54e         |
| 2019 |               |                      |                  | 42e             | 45e         |
| 2020 |               |                      |                  | 60e             | 66e         |
| 2021 |               |                      |                  |                 |             |
| 2022 |               |                      |                  |                 | 79e         |

## Ploegen
2012 –  Topsport Vlaanderen-Mercator
2013 –  Topsport Vlaanderen-Baloise
2014 –  Topsport Vlaanderen-Baloise
2015 –  Topsport Vlaanderen-Baloise
2016 –  Topsport Vlaanderen-Baloise
2017 –  Sport Vlaanderen-Baloise
2018 –  WB Aqua Protect Veranclassic
2019 –  Wallonie Bruxelles Cycling Team
2020 –  Bingoal-Wallonie Bruxelles
2021 –  B&B Hotels p/b KTM
2022 –  B&B Hotels-KTM
Armée · Cornu · De Jonghe · De Ketele · De Vreese · Declercq · Jacobs · Jodts · Lietaer · Mertens · Neirynck · Salomein · Serry · Van Asbroeck · Van Hecke · Van Hoecke · Van Staeyen · Van Vooren · Vanoverberghe · Vandousselaere · Vanspeybrouck · Waeytens · Wallays
Armée · Cornu · De Buyst · De Jonghe · De Ketele · De Vreese · Declercq · Helven · Jacobs · Lampaert · Lietaer · Mertens · Neirynck · Salomein · Sprengers · Van Asbroeck · Van Hecke · Van Hoecke · Van Staeyen · Vanbilsen · Vandousselaere · Vanoverberghe · Vanspeybrouck · Waeytens · Wallays
Campenaerts · De Pauw · De Buyst · De Jonghe · De Ketele · Declercq · Helven · Jacobs · Lampaert · Lietaer · Rickaert · Salomein · Sprengers · Steels · Theuns · Van Asbroeck · Van Hecke · Van Hoecke · Vanoverberghe · Van Staeyen · Vanbilsen · Vanspeybrouck · Vergaerde · Waeytens ·  Wallays
Campenaerts · Capiot · De Ketele · De Pauw · De Tier · Declercq · Helven · Jacobs · Lietaer · Naesen · Rickaert · Salomein · Sprengers · Steels · Theuns · Van Hecke · Van Hoecke · Van Lerberghe · Van Meirhaeghe · Vanoverberghe · Vanspeybrouck · Vergaerde · Jel.Wallays · Jen.Wallays
Allegaert · Capiot · De Gendt · De Ketele · De Pauw · De Vylder · Declercq · Deltombe · Farazijn · Lietaer · Noppe · Planckaert · Pols · Rickaert · Salomein · Sprengers · Steels · Van Gestel · Van Hecke · Van Lerberghe · Van Rooy · Wallays
De Winter · Dehaes · Delfosse · Deruette · Duquennoy · Habeaux · Ista · Jules · Kirsch · Lietaer · Masson · Mortier · Peyskens · Robeet · Six · Spengler · Stassen · Vantomme · Warnier
Dehaes · Ista · Jules · Liepiņš · Lietaer · Molly · Mortier · Nõmmela · Paasschens · Peyskens · Planckaert · Robeet · Six · Spengler (t/m 10 oktober) · Taminiaux · T. Wirtgen · Castrique (stagiair) · Huys (stagiair) · Paquot (stagiair) · L. Wirtgen (stagiair)
Castrique · De Bie · Huys · Ista · Lietaer · Livyns · Molly · Mortier · Nõmmela · Paasschens · Peyskens · Planckaert · Robeet · Six · Suter · Taminiaux · Vallée · Vanendert · L. Wirtgen · T. Wirtgen
Barbier · Barthe · Boileau · Bonnamour · Chevalier · Debusschere · Ferasse · Gautier · Gougeard · Heidemann · Hivert · Jauregui · Koretzky · Lagrée · Laurance · Lecroq · Lemoine · Lietaer · Morice · Mozzato · Parisella · Rolland · Schönberger · Warlop · Dauphin (stagiair) · Mahoudo (stagiair) · Rouland (stagiair)